# Nam vương Toàn cầu 2019
Nam vương Toàn cầu 2019 là cuộc thi Nam vương Toàn cầu lần thứ sáu được tổ chức tại Băng Cốc, Thái Lan vào ngày 26 tháng 9 năm 2019. Kim Jong-woo đến từ Hàn Quốc đăng quang ngôi vị Mister Global.

## Kết quả
| Hạng               | Thí sinh |
| ------------------ | --- |
| Mister Global 2019 | - Hàn Quốc - Kim Jong-woo |
| Á vương 1          | - Tunisia - Houssem Saïdi |
| Á vương 2          | - Tây Ban Nha - José Luis Rodrigo Navarro |
| Á vương 3          | - Thụy Sĩ - Kenan Murseli |
| Á vương 4          | - Cộng hòa Dominica - Braulio Encarnación |
| Top 10             | - Ba Lan - Michal Jan Grudzień - Brasil - Gill Raupp - Cuba - Rubert Manuel Arías Solozábal - Indonesia - Herman Yosef Cahyono - Thái Lan - Jeerawat Vetsakol                     |
| Top 16             | - Bắc Síp - Süleyman Mullahasan - Bồ Đào Nha - Angelo Amaro - Chile - Nelson Cáceres - México - Manuel Duarte López - Philippines - Ricky Gumera - Việt Nam - Nguyễn Hùng Cường § |

- § Thắng giải Mr Popularity vào thẳng Top 16.

### Các giải thưởng
| Giải thưởng              | Thí sinh                           |
| ------------------------ | ---------------------------------- |
| Mr Congeniality          | - Bồ Đào Nha - Angelo Amaro        |
| Mr Photogenic            | - Hồng Kông - Chace Cheng King-Lok |
| Mr Popularity            | - Việt Nam - Nguyễn Hùng Cường     |
| Most Charming Smile      | - Lào - Kiengkai Xouansouandao     |
| Best in National Costume | - Myanmar - Thiha Kyaw             |
| Best in Swimwear         | - Panama - Kenny Guerra            |
| Best Model               | - Chile - Nelson Cáceres           |

## Các thí sinh
38 thí sinh dự thi.
| Quốc gia/vùng lãnh thổ | Thí sinh                |
| ---------------------- | ----------------------- |
| Ai Cập                 | Adam Hussein            |
| Ấn Độ                  | Rishabh Kumar           |
| Ba Lan                 | Michal Jan Grudzien     |
| Bắc Síp                | Suleyman Mullahasan     |
| Bồ Đào Nha             | Angelo Amaro            |
| Brasil                 | Gill Ruapp              |
| Chile                  | Nelson Caceres          |
| Cuba                   | Rubert Manuel Arias     |
| Cộng hòa Dominica      | Braulio Encarnacion     |
| Đài Loan               | Kevin Chang             |
| Guam                   | Jonathan Edward Onedera |
| Haiti                  | Tcholo Medastin         |
| Hàn Quốc               | Kim Jongwoo             |
| Hoa Kỳ                 | Branden Cruz            |
| Hồng Kông              | Chace Cheng             |
| Indonesia              | Herman Yosef Cahyono    |
| Lào                    | Kiengkai Xouansouandao  |
| Malaysia               | Chris Chan              |
| México                 | Manuel Duarte           |
| Myanmar                | Thiha Kyaw              |
| Nam Phi                | Marcus Karsten          |
| Nepal                  | Aryan Sitaula           |
| Nhật Bản               | Kodai Hata              |
| Nigeria                | Triumph Moses           |
| Panamá                 | Kenny Guerra            |
| Perú                   | Miguel Millasaky        |
| Philippines            | Ricky Gumera            |
| Puerto Rico            | Edgar Irizarry          |
| Séc                    | Thanh Tung Cao          |
| Sri Lanka              | Maduranga Dilshan       |
| Tây Ban Nha            | Jose Luis Rodrigo       |
| Thái Lan               | Jeerawat Vetsakol       |
| Thụy Điển              | Sebastian Jonsson       |
| Thụy Sĩ                | Kenan Murseli           |
| Togo                   | Kwassy Adjamah          |
| Trung Quốc             | Ruihu Chen              |
| Tunisia                | Houssem Saidi           |
| Việt Nam               | Nguyễn Hùng Cường       |

### Dự thi cuộc thi sắc đẹp quốc tế khác
| Cuộc thi             | Năm  | Quốc gia/vùng lãnh thổ | Thí sinh    | Thứ hạng       | T.k.   |
| -------------------- | ---- | ---------------------- | ----------- | -------------- | ------ |
| Mister International | 2018 | Đài Loan               | Kevin Chang | Không đạt giải | [ 11 ] |